# Mills (Wyoming)
Mills – miasto w Stanach Zjednoczonych, w stanie Wyoming, w hrabstwie Natrona.